# Sobrepastoreo

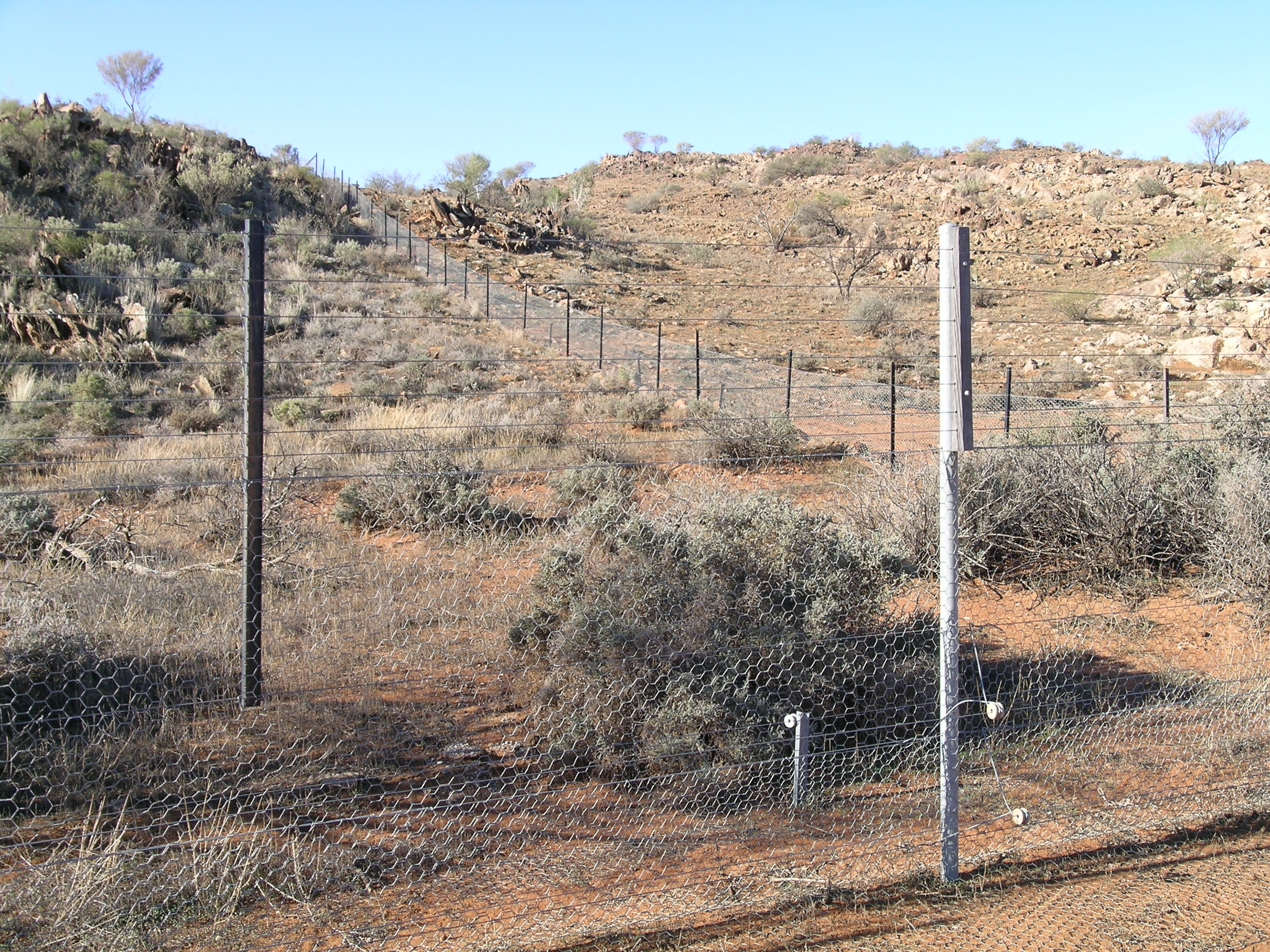
Sobrepastoreo, causado por la fauna nativa en Nueva Gales del Sur, Australia en la parte superior derecha.

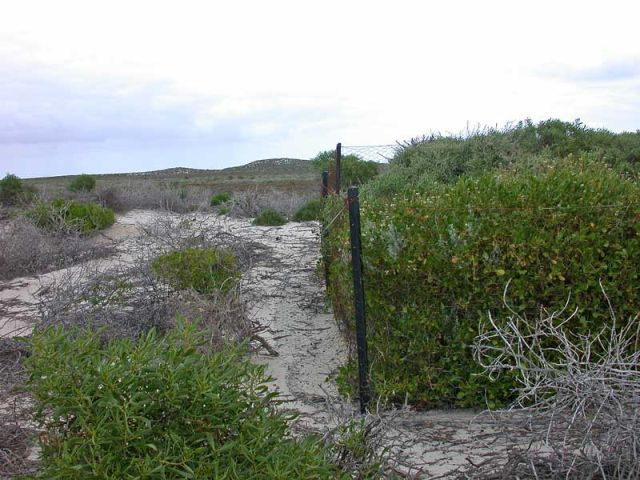
Un área de sobrepastoreo.

El sobrepastoreo se produce cuando las plantas están expuestas al pastoreo intensivo durante mucho tiempo, o sin períodos suficientes de recuperación. Puede ser causado por el ganado en las aplicaciones agrícolas mal gestionadas, o por sobrepoblaciones de animales salvajes nativos o no nativos.
El sobrepastoreo reduce la utilidad, la productividad y la biodiversidad de la tierra y es una de las causas de la desertificación y la erosión. El sobrepastoreo también es visto como una causa de propagación de especies invasoras, de plantas no nativas y malezas. 
El sobrepastoreo se usa como ejemplo clásico de la tragedia de los comunes. La producción sostenible de pastizales se basa en el control de pastos, del terreno, de los animales y el comercio del ganado. El manejo del pastoreo, con la práctica de una agricultura sostenible y agroecológica, es la base de la producción del ganado basado en los pastizales, ya que afecta tanto la salud animal y vegetal, y la productividad.

## Proceso
El sobrepastoreo se puede producir en el pastoreo continuo o rotacional. Puede ser causado por tener demasiados animales en la explotación o por no controlar adecuadamente la actividad del pastoreo. El sobrepastoreo reduce las zonas de hojas de plantas aceptables, lo que reduce la interceptación de la luz solar y el crecimiento de la planta. Las plantas se debilitan y reducen la longitud de la raíz y, potencialmente, el césped de pastoreo puede ser debilitado. Si bien, en muchos lugares, el sobrepastoreo produce un aumento de energía del césped dominado por pastos desagradables. La longitud de la raíz reducida hace que las plantas sean más susceptibles a la muerte durante el tiempo seco. Un césped debilitado permite que las semillas de las malezas puedan germinar y crecer.

## Indicadores
Un indicador del sobrepastoreo es que los animales quedan casi sin pastos. En algunas regiones de los Estados Unidos bajo el pastoreo continuo, en el sobrepastoreo predominan los pastos de corta especie de gramíneas como el poa y serán menos de 2-3 pulgadas de alto en la zonas de pastoreo. En otras partes del mundo el pasto del sobrepastoreo es normalmente más alto que el rozo sostenible de pastos, con alturas de hierba típicamente más de 1 metro y dominada por especies desagradables tales como Aristida o Imperata. En todos los casos aceptables pastos altos, tales como pasto ovillo son escasos o inexistentes. En tales casos, el sobrepastoreo de los suelos puede ser visible entre las plantas en el stand, lo que permite que se produzca la erosión, aunque en muchas circunstancias, los pastos del sobrepastoreo tienen una mayor cobertura que el césped de manera sostenible que las pasturas bajo pastoreo.

### Pastoreo rotacional
Bajo el pastoreo rotacional, las plantas sobrepastoreadas no tienen tiempo suficiente para llegar a la altura adecuada entre los eventos de pastoreo. Los animales se encuentran con un prado antes de que las plantas hayan restaurado las reservas de hidratos de carbono y vuelto a crecer las raíces perdidas después de la última defoliación. El resultado es el mismo que en el pastoreo continuo: en algunas partes de los Estados Unidos, de la altura de especies de crecimiento corto, mueren las especies de crecimiento que están más expuestas a lesiones de sequía predominante en los pastos, mientras en muchas otras partes del mundo de altura, tolerantes a la sequía, especies desagradables como Imperata o Aristida han llegado a dominarlo. A medida que el césped se adelgaza, las malas hierbas invaden en los pastos en algunas partes de los Estados Unidos, mientras que en la mayor parte del mundo pueden promover el espesor del sobrepastoreo de pastizales de pastos nativos desagradables que impiden la propagación de malas hierbas. 
Otro indicador de sobrepastoreo en algunas partes de América del Norte es que el ganado se quede sin pasto, heno y necesite ser alimentado a principios del otoño. A diferencia de la mayoría de las áreas del mundo no experimentan el mismo régimen climático como los EE. UU. continentales y la alimentación de heno se lleva a cabo raramente. 
El sobrepastoreo también está indicado en el rendimiento del ganado y la condición. Las vacas de pastoreo inadecuado que inmediatamente después de destetar a sus terneros puede tener un deficiente estado corporal en la temporada siguiente. Esto puede reducir la salud y el vigor de las vacas y los terneros al momento del parto. Además, las vacas en condición corporal pobre, sin ciclo, tan pronto después del parto, que puede resultar en el mejoramiento de retraso. Esto puede resultar en una estación de parto largo. Con la genética de las vacas buenas, la nutrición, las estaciones ideales y la reproducción controlada del 55% al 75% de los terneros deben venir en los primeros 21 días de la temporada de partos. Los pesos pobres de los terneros pueden ser causados por insuficiencia de los pastos, cuando las vacas dan menos leche y los terneros la necesidad de pastos para mantener el aumento de peso.

## Impactos ecológicos
El sobrepastoreo generalmente aumenta la erosión del suelo. La reducción de la profundidad del suelo, la materia orgánica del suelo y la fertilidad del suelo pueden afectar la productividad futura de la tierra. La fertilidad del suelo a veces puede ser mitigada mediante la aplicación adecuada de cal y fertilizantes orgánicos. Sin embargo, la pérdida de profundidad del suelo y materia orgánica toma siglos en corregir. Su pérdida es crítica en la determinación del agua del suelo y la capacidad de retención, así como lo hacen las plantas forrajeras durante el tiempo seco.
Las especies de plantas nativas de los pastos, tanto en los tussoks como en las praderas, son especialmente vulnerables.

## Norteamérica - Estados Unidos
En los Estados Unidos continentales, para evitar el sobrepastoreo, se empareja el suplemento de forraje con el requerimiento de la manada. Esto significa que un regulador debe estar en el sistema para ajustar el crecimiento más rápido de los forrajes. 
Otro regulador potencial es plantar pastos perennes de estación cálida, como el pasto varilla, que no crece a principio de temporada. Esto reduce el área que el ganado pueda utilizar a principios de la temporada, por lo que es más fácil para ellos mantenerse al día con los pastos de estación fría. Los animales luego usan los pastos de estación cálida durante el calor del verano y los pastos de estación fría se recuperan para el pastoreo de otoño. 
Las pautas de pastoreo en la tabla son para pastoreo rotacional, forraje de estación seca. Cuando se utiliza el pastoreo continuo, se controla la altura de los pastos a la mitad recomendada para el regreso del pastoreo rotacional para optimizar la salud de la planta. El hábito de crecimiento de algunas especies forrajeras, como la alfalfa, no permite su supervivencia en condiciones de pastoreo continuo. El control de las leguminosas, es beneficioso para el uso del pastoreo rotacional y se pasta cerca de la mitad, luego se da un descanso adecuado para estimular el crecimiento de las leguminosas.